# Le Fléau du Tulpan
Le Fléau du Tulpan (titre original : Wulf's Bane) est le deuxième tome de la série Frère Wulf signée Joseph Delaney et qui prend la suite de la série The Starblade Chronicles. Il est paru en 2021.